# Rameauïta
La rameauïta és un mineral de la classe dels òxids. Rep el nom per Jacques Rameau, prospector francès que va descobrir el jaciment on es va trobar el mineral.

## Característiques
La rameauïta és un òxid de fórmula química K₂Ca(H[3]₂O)(H[5]₂O)₄[(UO₂)₆O₆(OH)₄](H[4]₂O). Va ser aprovada com a espècie vàlida per l'Associació Mineralògica Internacional l'any 1971. Cristal·litza en el sistema monoclínic.
Segons la classificació de Nickel-Strunz la rameauïta pertany a «04.GB - Uranils hidròxids, amb cations addicionals (K, Ca, Ba, Pb, etc.); principalment amb poliedres pentagonals UO₂(O,OH)₅» juntament amb els següents minerals: agrinierita, compreignacita, becquerelita, bil·lietita, protasita, richetita, bauranoïta, calciouranoïta, metacalciouranoïta, fourmarierita, wölsendorfita, masuyita, metavandendriesscheïta, vandendriesscheïta, vandenbrandeïta, sayrita, curita, iriginita, uranosferita i holfertita.

## Formació i jaciments
Va ser descoberta a la mina Margnac, a la localitat de Compreignac, a l'Alta Viena (Nova Aquitània, França). També ha estat descrita en un parell d'indrets de Suïssa i als estats d'Arizona i Nevada, als Estats Units.